# Kinetik (kemi)
vroom vroom brrrr vroom pow skrr